# Барриос, Херардо
Хосе Херардо Барриос Эспиноса (исп. José Gerardo Barrios Espinoza, 24 сентября 1813 — 29 августа 1865) — сальвадорский военный и политик, президент Сальвадора.

## Биография
Родился в 1813 году в департаменте Сан-Мигель; право называться местом его рождения оспаривают сразу несколько населённых пунктов (согласно устной традиции, к моменту его рождения семья была вынуждена переехать в другое место, спасаясь от эпидемии, а затем вернулась в родные места — отсюда и разногласия в вопросах того, где его родина). Родителями его отца — Хосе Марии Барриоса — были родившийся во Франции испанец Педро Хоакин Барриос и креолка из Сан-Мигеля Маргарита Сиснерос Авила. Педро Хоакин был торговцем индиго, а также владел шахтами в департаменте Сан-Мигель; по классификации колониальных времён он относился к «полуостровитянам», то есть к лицам, равным по положению выходцам из собственно Испании. Хосе Мария родился между 1792 и 1794 годами. Хосе Херардо был первым ребёнком в браке Барриоса и Эспиносы, впоследствии у семейной четы были и другие дети — так, в 1815 году родилась Петронила, впоследствии вышедшая замуж за генерала Хосе Тринидада Кабаньяса (будущего президента Гондураса).

### Молодые годы: вместе с Франсиско Морасаном
Первые годы жизни Хосе Херардо провёл в доме родителей. Он не ходил в школу, а получил домашнее образование. Когда после провозглашения независимости испанских колоний Сальвадор вошёл в состав Федеративной Республики Центральной Америки, то во время разразившейся там в 1826 году гражданской войны Херардо Барриос присоединился в качестве солдата к армии Франсиско Морасана, хотя ему было всего 14 лет. По окончании гражданской войны он в 1830 году вернулся к родителям.
В 1832 году Хосе Мария Корнехо попытался провозгласить независимость Сальвадора. Морасан был вынужден вторгнуться в Сальвадор для подавления сепаратизма, и Барриос вновь присоединился к его армии — на этот раз в звании лейтенанта.
В 1834 году Барриос был избран в Законодательную ассамблею штата Сальвадор, и впоследствии занимал различные должности в выборных органах — вплоть до должности президента Федерального Конгресса, которую он занял в 1838 году. Когда в 1840 году завершился распад Федеративной Республики Центральной Америки, то Морасан отправился в изгнание, а Барриос и ряд других юнионистов-либералов отправились вместе с ним. Когда они прибыли в Пунтаренас, то Морасан, собиравшийся отправиться дальше к своей жене в Давид, попросил правительство Коста-Рики предоставить убежище его спутникам. Просьба была удовлетворена, и Барриос остался в Коста-Рике.
В 1841 году независимость Центральной Америки оказалась под угрозой из-за колониальных амбиций Великобритании. Морасан призвал находившихся в изгнании друзей присоединиться к нему в борьбе за независимость, и, отплыв из Перу он, забрав по пути остальных (в том числе Барриоса), 15 января 1842 года прибыл в сальвадорский Ла-Уньон. Там он предложил свои услуги сальвадорскому правительству для борьбы против англичан, и двинулся в Сан-Мигель к своим сторонникам, однако сальвадорский президент Хуан Хосе Гусман не принял его предложения. Тогда Морасан вернулся в Коста-Рику, где Учредительное собрание 10 июля провозгласило его президентом. Морасан решил вооружённым путём восстановить Федеративную Республику Центральной Америки, и стал готовить армию, дав Барриосу под командование один из её батальонов, однако 14 сентября он был свергнут в результате военного переворота, а на следующий день — расстрелян.

### Возвращение в Сальвадор
Сторонники Морасана были арестованы новыми властями Коста-Рики, однако правительство Сальвадора согласилось предоставить им убежище, и 3 декабря 1842 года они были доставлены в Сальвадор на паруснике «Кокимбо». На родине Барриос вернулся к частной жизни, и познакомился с Аделаидой Гусман Сальдос — дочерью Хоакина Эуфрасио Гусмана, которой было тогда 17 лет. В декабре 1843 года они поженились (брак оказался бездетным).
В 1844 году Барриос принял участие во вторжении на территорию Гватемалы, предпринятом президентом Франсиско Малеспином. После того, как эта попытка провалилась, при посредничестве епископа Хорхе Витери Малеспин заключил соглашение с Рафаэлем Каррерой о том, что либералы, прибывшие на «Кокимбо», будут изгнаны из страны. Предупреждённый тестем, Барриос попытался 5 сентября 1844 года устроить вместе с генералом Кабаньясом путч в Сан-Мигеле, однако другие войска их не поддержали, и они решили искать убежища в Никарагуа.
Этот инцидент побудил Малеспина объявить войну Никарагуа. Он осадил Леон, который пал 22 января 1845 года, но ещё до этого Барриос вернулся в Сальвадор, где распустил слух о том, что, якобы, Малеспин разбит под Леоном и бежал в Коста-Рику. Барриос убедил тестя взять власть в свои руки, и законодательное собрание избрало Гусмана президентом, который был признан властями Гватемалы, Коста-Рики и Никарагуа. Опираясь на силы Гондураса, Малеспин попытался вернуть себе власть, но проиграл сражение и был убит.

### Европейский вояж
16 января 1846 года Барриос был направлен правительством в поездку по Европе «чтобы связать Центральную Америку с цивилизованным миром». Первой страной на его пути стала Испания, где его приняла королева Изабелла II. Оттуда он проследовал в Италию, где его принимали сардинский король Карл Альберт, неаполитанский король Фердинанд II и папа Пий IX. В Великобритании он был принят королевой Викторией, которая подарила ему «Марш королевы Виктории» (ныне известный в Сальвадоре как «Марш Херардо Барриоса»). Во Франции его принял Наполеон III.

### Снова в Америке
Вернувшись в конце 1849 года в Сальвадор, Барриос приобрёл себе дом в Сан-Сальвадоре, и стал жить там.
В 1850 году центральноамериканские либералы решили объединёнными усилиями свергнуть консервативный режим в Гватемале. Барриос присоединился к армии президента Васконселоса, однако начавшаяся война обернулась катастрофой.
В 1852 году Барриос был избран в сальвадорскую Палату представителей.

### «Флибустьерская война»
В 1856 году власть в Никарагуа захватил Уильям Уокер, установивший в стране марионеточный режим. В марте 1857 года президент Сальвадора Рафаэль Кампо отправил Барриоса посланником в Гватемалу, чтобы убедить Рафаэля Карреру присоединиться к Коста-Рике, Гондурасу и Сальвадору для свержения Уокера. После выполнения этого поручения Барриос был 8 апреля поставлен во главе сальвадорской армии, отправленной на войну. Однако, когда эта армия 5 мая прибыла в никарагуанский Леон, война уже закончилась, и основные усилия Барриосу пришлось прилагать не на военном, а на дипломатическом фронте, стремясь не допустить конфликтов между представителями враждебно друг к другу настроенных фракций.
Тем временем в результате интриг президент Кампо отдал приказ о смещении Барриоса с поста главнокомандующего. Дело грозило обернуться боевыми действиями между армией, вернувшейся из Никарагуа, и войсками, собранными под командованием президента в Кохутепеке (временной столице страны — Сан-Сальвадор был разрушен землетрясением). Ситуацию удалось урегулировать при посредничестве экс-президента Хосе Марии Сан-Мартина.

### Президентство Сантина дель Кастильо
Конституционный президентский срок Рафаэля Кампо истекал 21 января 1858 года. На состоявшихся в декабре 1857 года выборах президентом на 1858—1860 годы был избран Мигель Сантин дель Кастильо, вице-президентом при нём — Хоакин Эуфрасио Гусман, первым исполняющим обязанности в случае их отсутствия — Лоренсо Сепеда, вторым исполняющим обязанности в случае их отсутствия — Херардо Барриос.
Летом 1858 года Барриос был вызван президентом для временного принятия президентских полномочий, так как Сантина дель Кастильо хотел заняться делами своей резиденции. Барриос обнаружил, что ни его тесть, ни Сепеда не захотели этого сделать, так как государственные доходы были исчерпаны, а надо было возвращать столицу из Кохутепека в Сан-Сальвадор. Он согласился принять полномочия, получив ещё при этом должности министра внутренних дел и министра внешних сношений, и за три месяца нахождения во главе исполнительной власти осуществил перенос столицы, реформу начального образования, армейскую реформу, основал госпиталь в Сан-Сальвадоре и т. д.
После того, как в сентябре того же года Барриос вернул президентские полномочия Сантину дель Кастильо, отношения между ними начали ухудшаться. Сантин дель Кастильо настаивал, чтобы Барриос ушёл с поста главнокомандующего, а пост министра сношений решил передать Франсиско Дуэньясу. Барриос арестовал Дуэньяса и отправил его в изгнание; 10 января 1859 года он подал в отставку при условии, что одновременно уйдёт в отставку с поста президента и Сантин дель Кастильо, и они оба станут частными лицами. Группа военных попыталась организовать путч в поддержку Сантина дель Кастильо, но он был подавлен. После этого видные консерваторы предпочли покинуть страну, в результате чего укрепились позиции партии либералов, и Херардо Барриос был избран президентом Сальвадора.

### Во главе страны
Так как бежавшие за границу Сантин дель Кастильо и Дуэньяс могли организовать интервенцию, основной заботой Барриоса во главе страны стало укрепление связей с правительствами Гватемалы и Гондураса. С этой целью он в декабре 1860 года, временно передав президентские полномочия Хосе Марии Перальте, совершил официальный визит в Гватемалу. Внутри страны он смог осуществить конституционную реформу, благодаря которой президентский срок был увеличен с двух до пяти лет. Период президентства Сантина дель Кастильо, в качестве заместителя которого он формально находился у власти, истекал в начале 1860 года, и на состоявшихся в декабре 1859 года выборах Барриос был официально избран президентом уже на период с 1 февраля 1860 года по 31 января 1865 года.
За время своего президентства он проделал работу по отделению церкви от государства, развитию светского образования, пропаганде образования среди женщин. В связи с тем, что индиго, бывшее основой экономики Сальвадора, начинало сдавать позиции на мировой арене, он пропагандировал в масштабах страны производство кофе. Выступая за профессиональную армию, Барриос создал в сальвадорской армии такой род войск, как кавалерия, и заложил основу сальвадорского флота. Для улучшения жизни людей было организовано строительство дорог и разработана система обеспечения питьевой водой.

### Гватемальско-никарагуанское вторжение
Реформы либерального толка, особенно касающиеся церкви, вызывали недовольство у консерваторов. Оплотом консерватизма в Центральной Америке в это время была Гватемала, где нашёл убежище бежавший от Барриоса Франсиско Дуэньяс. Переговоры Сальвадора с Гондурасом и Никарагуа о возрождении единого центральноамериканского государства также не встречали одобрения в Гватемале. 4 декабря 1862 года Гватемала официально разорвала дипломатические отношения с Сальвадором. В феврале 1863 года гватемальская армия осуществила попытку вторжения, но была разбита в сражении при Коатепеке.
Тем временем обострились отношения между Сальвадором и Никарагуа. Правительство Никарагуа дало войска генералу Флоренсио Ксатручу и тот, разгромив гондурасские войска в сражении при Санта-Роса-де-Копан, 19 июня вторгся на территорию Сальвадора. Гватемальские и никарагуанские войска постепенно сжимали клещи с запада и востока, и 28 сентября началась осада Сан-Сальвадора. 26 октября город пал.

### Бегство и смерть
Барриос сумел добраться до Ла-Уньон, откуда отплыл в Коста-Рику. Оттуда он отправился в Нью-Йорк, но не получив поддержки от США вновь вернулся в Коста-Рику, предоставившую ему убежище. В Сальвадоре на штыках интервентов к власти пришёл Дуэньяс, с подачи которого законодательное собрание 18 марта 1864 года обвинило Барриоса в государственной измене.
14 апреля 1865 года скончался Рафаэль Каррера, бывший оплотом консерватизма в Центральной Америке, и многие увидели в этом шанс на свержение Дуэньяса. Генерал Кабаньяс должен был поднять восстание в Сан-Мигеле и обеспечить возвращение Барриоса. Однако, пока Барриос плыл, восстание завершилось провалом. Барриос узнал об этом лишь достигнув острова Меангера, и решил возвращаться обратно, однако начался шторм, и после того, как на шхуне сломалась мачта, ему пришлось 25 июня зайти в никарагуанский порт Коринто, где 28 июня он был арестован властями.
Никарагуанское правительство долго колебалось, так как с одной стороны на него давили Сальвадор и Гватемала, а с другой — либералы. В итоге он был экстрадирован в Сальвадор при условии, что ему будет сохранена жизнь. 27 июля он был доставлен в тюрьму в Сан-Сальвадоре. В нарушение соглашения с никарагуанским правительством Барриос был отдан под военный трибунал, который под давлением Дуэньяса приговорил его к смерти. 29 августа 1865 года Барриос был расстрелян.